# Hemiacris tuberculatus
Hemiacris tuberculatus är en insektsart som beskrevs av Vitaly Michailovitsh Dirsh 1966. Hemiacris tuberculatus ingår i släktet Hemiacris och familjen gräshoppor. Inga underarter finns listade i Catalogue of Life.